# Día de la berza
El día de la berza es una jornada gastronómica con fines benéficos celebrada en Torremolinos (Málaga) España. Su principal protagonista es la berza, plato presentado en cocido con garbanzos; y la pringá.

## Características
Esta jornada se celebra anualmente y está organizada por el Club de Leones, el Ayuntamiento de Torremolinos y los empresarios del municipio. La fiesta se desarrolla en el recinto ferial de Torremolinos.